# Psicodídeos
Psychodidae é uma família de insectos que engloba dípteros geralmente de pequeno porte, como a mosca-dos-filtros (mosca-de-banheiro) e o mosquito-palha, que apresentam:
- Corpo e pernas recobertos com um grande número de cerdas longas.
- Asas longas e lanceoladas, densamente revestidas de cerdas.
- Cores opacas.

Esses insetos são de considerável preocupação para a saúde pública como vetores de certos organismos patogênicos. Alguns gêneros desta família relacionados a doenças são Phlebotomus, Lutzomyia e Sergentomyia.